# Richerenches
Richerenches est une commune française, située dans le département de Vaucluse en région Provence-Alpes-Côte d'Azur, dans l'enclave de Valréas.
Ses habitants sont appelés les Richerenchois.

## Géographie

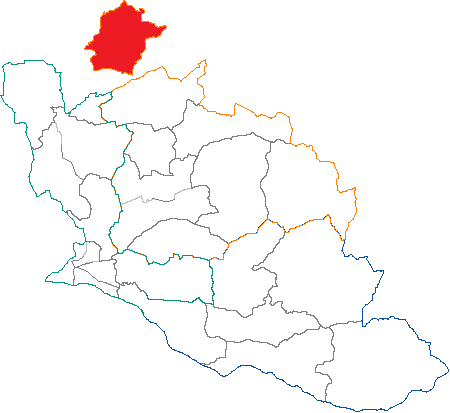
Situation de l'enclave des papes dans le département Vaucluse.

| Colonzelle (Drôme)           | Grillon      | Valréas |
| Montségur-sur-Lauzon (Drôme) | Richerenches |         |
| La Baume-de-Transit (Drôme)  |              | Visan   |

Avec les trois autres communes du canton (Grillon, Valréas et Visan), Richerenches constitue une enclave du département de Vaucluse dans celui de la Drôme et de la région Provence-Alpes-Côte d'Azur dans la région Rhône-Alpes (surnommée enclave des papes). La commune de Richerenches est située à l'ouest de celle-ci.

### Accès et transport
Les routes départementales 18, 20 et 142 passent sur la commune.
L'accès depuis le TGV se fait depuis Avignon (gare TGV ou gare du centre-ville), Orange ou Montélimar.

### Relief
Plaine agricole, le territoire de la commune de Richerenches est relativement plat avec une différence de dénivelé de 59 mètres seulement.

### Sismicité
Les cantons de Bonnieux, Apt, Cadenet, Cavaillon, et Pertuis sont classés en zone Ib (risque faible). Tous les autres cantons du département de Vaucluse sont classés en zone Ia (risque très faible). Ce zonage correspond à une sismicité ne se traduisant qu'exceptionnellement par la destruction de bâtiments.

### Hydrographie

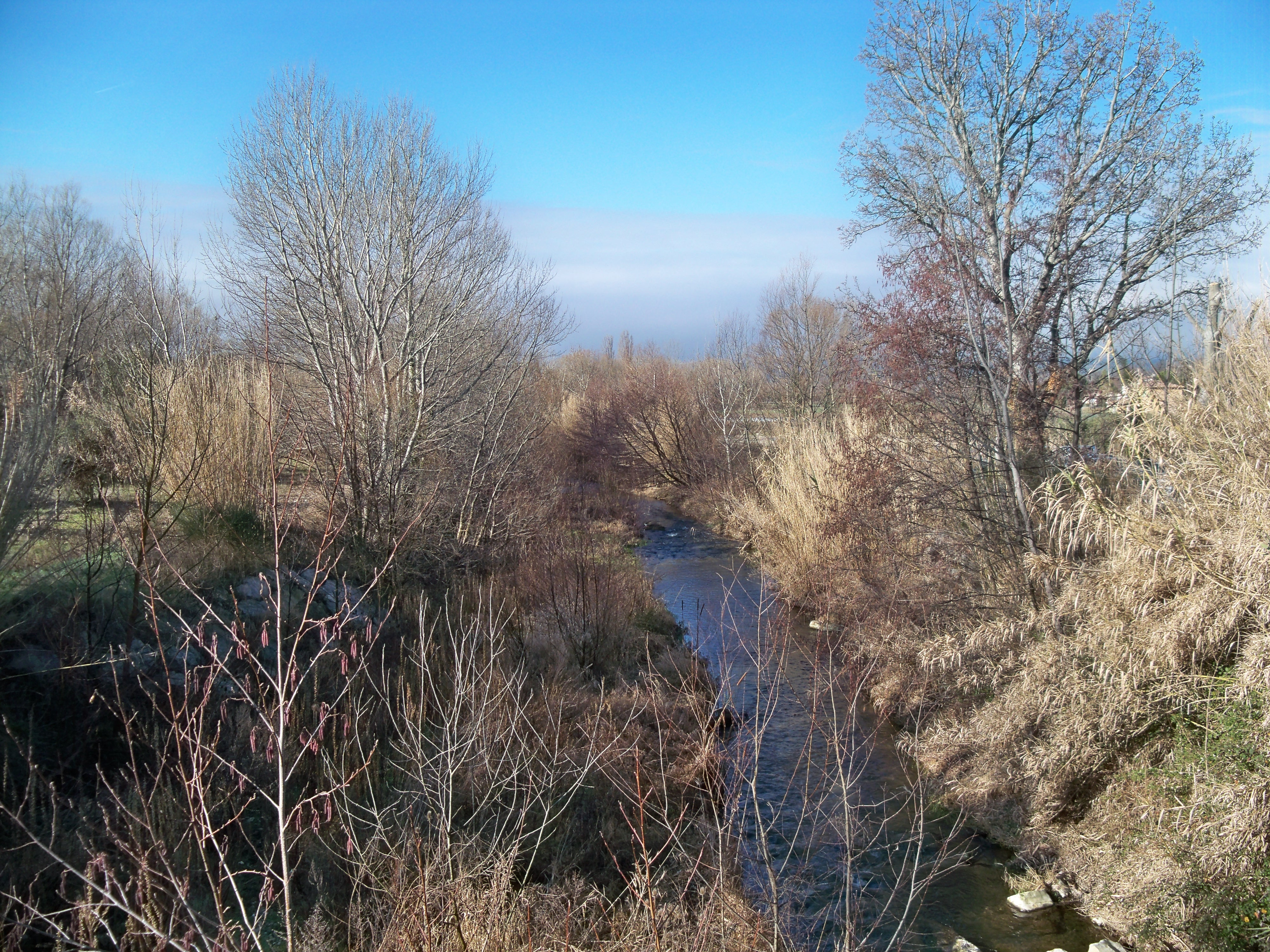
La Coronne à Richerenches.

La Coronne traverse la commune sur un axe est-ouest au sud du bourg, tandis que l'Aulière et le canal du Moulin arrivent depuis la commune de Valréas. Un affluent du Lez, le Talobre, cours d'eau de 10,50 km, sert de limite communale entre Richerenches et Visan.
La communauté de communes Enclave des Papes-Pays de Grignan a dans ses compétences la gestion de l'hydraulique, c'est-à-dire des ouvrages hydrauliques, cours d'eau, etc.

### Climat
Pour des articles plus généraux, voir Climat de Provence-Alpes-Côte d'Azur et Climat de Vaucluse.
En 2010, le climat de la commune est de type climat méditerranéen franc, selon une étude du Centre national de la recherche scientifique s'appuyant sur une série de données couvrant la période 1971-2000. En 2020, Météo-France publie une typologie des climats de la France métropolitaine dans laquelle la commune est exposée à un climat méditerranéen et est dans la région climatique  Provence, Languedoc-Roussillon, caractérisée par une pluviométrie faible en été, un très bon ensoleillement (2 600 h/an), un été chaud (21,5 °C), un air très sec en été, sec en toutes saisons, des vents forts (fréquence de 40 à 50 % de vents > 5 m/s) et peu de brouillards. 
Pour la période 1971-2000, la température annuelle moyenne est de 13,4 °C, avec une amplitude thermique annuelle de 17,8 °C. Le cumul annuel moyen de précipitations est de 814 mm, avec 6,3 jours de précipitations en janvier et 3,2 jours en juillet. Pour la période 1991-2020, la température moyenne annuelle observée sur la station météorologique de Météo-France la plus proche, « Visan », sur la commune de Visan à 6 km à vol d'oiseau, est de 14,2 °C et le cumul annuel moyen de précipitations est de 772,7 mm. 
La température maximale relevée sur cette station est de 42 °C, atteinte le 22 août 2023 ; la température minimale est de −10,9 °C, atteinte le 2 mars 2005,,. 
Les paramètres climatiques de la commune ont été estimés pour le milieu du siècle (2041-2070) selon différents scénarios d'émission de gaz à effet de serre à partir des nouvelles projections climatiques de référence DRIAS-2020. Ils sont consultables sur un site dédié publié par Météo-France en novembre 2022.

## Urbanisme

### Typologie
Au 1er janvier 2024, Richerenches est catégorisée commune rurale à habitat dispersé, selon la nouvelle grille communale de densité à sept niveaux définie par l'Insee en 2022.
Elle est située hors unité urbaine. Par ailleurs la commune fait partie de l'aire d'attraction de Valréas, dont elle est une commune de la couronne,. Cette aire, qui regroupe 12 communes, est catégorisée dans les aires de moins de 50 000 habitants,.

### Occupation des sols
L'occupation des sols de la commune, telle qu'elle ressort de la base de données européenne d’occupation biophysique des sols Corine Land Cover (CLC), est marquée par l'importance des territoires agricoles (95,1 % en 2018), en augmentation par rapport à 1990 (94,1 %). La répartition détaillée en 2018 est la suivante : 
cultures permanentes (49,7 %), zones agricoles hétérogènes (40,1 %), prairies (5,3 %), zones urbanisées (3 %), forêts (1,8 %). L'évolution de l’occupation des sols de la commune et de ses infrastructures peut être observée sur les différentes représentations cartographiques du territoire : la carte de Cassini (XVIIIe siècle), la carte d'état-major (1820-1866) et les cartes ou photos aériennes de l'IGN pour la période actuelle (1950 à aujourd'hui).

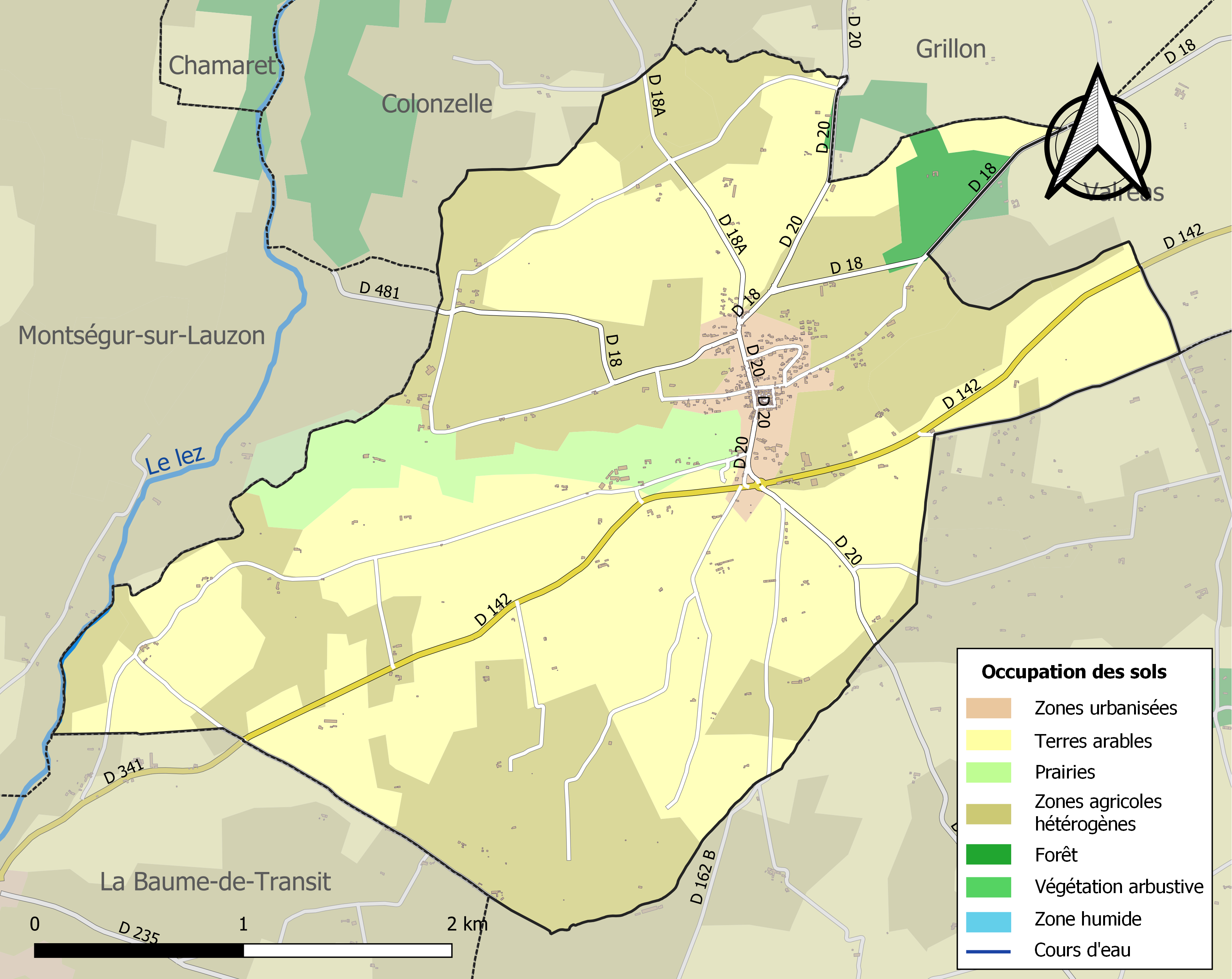
Carte des infrastructures et de l'occupation des sols de la commune en 2018 (CLC).

## Histoire

### Préhistoire et Antiquité
Le premier site habité fut celui de Bolboton. Il n'en reste aujourd'hui qu'une ferme qui porte ce nom. Ce toponyme venant d'un thème pré-celtique *borb désignant des sources ou des rivières, indique une occupation dès l'antiquité. Mais aucun vestige n'a été encore découvert à proximité.

### Moyen Âge
Le fief de Bolboton fit partie des biens donnés par le prieur de Saint-Saturnin-du-Port, en 954, à l’abbaye de Cluny. Cette donation fut confirmée, entre 963 et 1066, par Conrad, roi de Bourgogne. En 1251, Alphonse de Poitiers, gendre de Raymond VII de Toulouse et héritier de ses domaines, ayant fait dresser l’état de ses biens dans le Livre Rouge, il y est noté que les terres de Bolboton dépendaient alors du prieuré clunisien de Saint-Pierre de Colonzelle.
En juin 1331, 5 000 gens d'armes, sous la conduite de Guichard de Poitiers-Valentinois et de son cousin Hugues Adhémar, descendirent ravager le Haut Comtat. Ils s'en prirent particulièrement au siège de l'ancienne préceptoriale qu'ils pillèrent et incendièrent. Seul resta intact et habité le castellas de Bolboton, perché, à 400 mètres d’altitude sur la colline voisine de ce lieu qui désormais eut pour nom les « Vieilles Richerenches ».
En 1389, après s'être attaqué à Visan, Raimond de Turenne se dirigea vers les Richerenches, fief de Dieudonné d’Estaing, évêque du Tricastin, et le castellas de Bolboton. Il prit d'assaut ce dernier, détruisit le village de Montaigu qui se trouvait à proximité sur le territoire de Valréas et fit fuir les Richérenchais.

### Les Templiers et les Hospitaliers

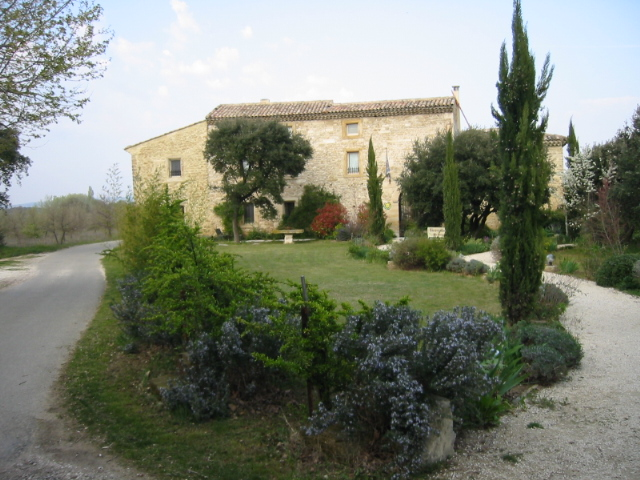
Ferme templière (mas de Bourbouton) du seigneur Hugues de Bolboton, actuellement Gîtes de France.

La commanderie de Richerenches fut fondée en 1136 par le frère Templier Arnaud de Bedos, chargé de prospecter en Provence à la recherche de terrains et de recrues. Le lieu-dit Ricarensis (qui donna le nom de Richerenches) lui fut donné par Hugues de Bolboton, à l'initiative de l'évêque Pons de Grillon.
Encouragé, il fit venir les frères Guichard et Hugues de Parnac, deux autres chevaliers du Temple. Leur arrivée amplifia le mouvement de donation. Cette même année ce furent 18 seigneurs du Tricastin qui cédèrent aux Templiers les biens qu'ils possédaient entre le ruisseau de l'Essonne et l'étang du Grenouillet avec droit de chauffage et droit de pâture.
L'ordre du Temple y fit construire une ferme fortifiée ainsi qu'une chapelle achevée en 1147. L'ordre fit également assécher les marais environnants. En 1138, la « commanderie de Richerenches » devint une préceptorie avec sous ses ordres de nombreuses autres maisons de Provence. Elle exerça des droits suzerains sur les commanderies de Visan, Grillon, Valréas, Buisson, Bouchet, Sainte-Cécile et Saint-Paul-Trois-Châteaux.

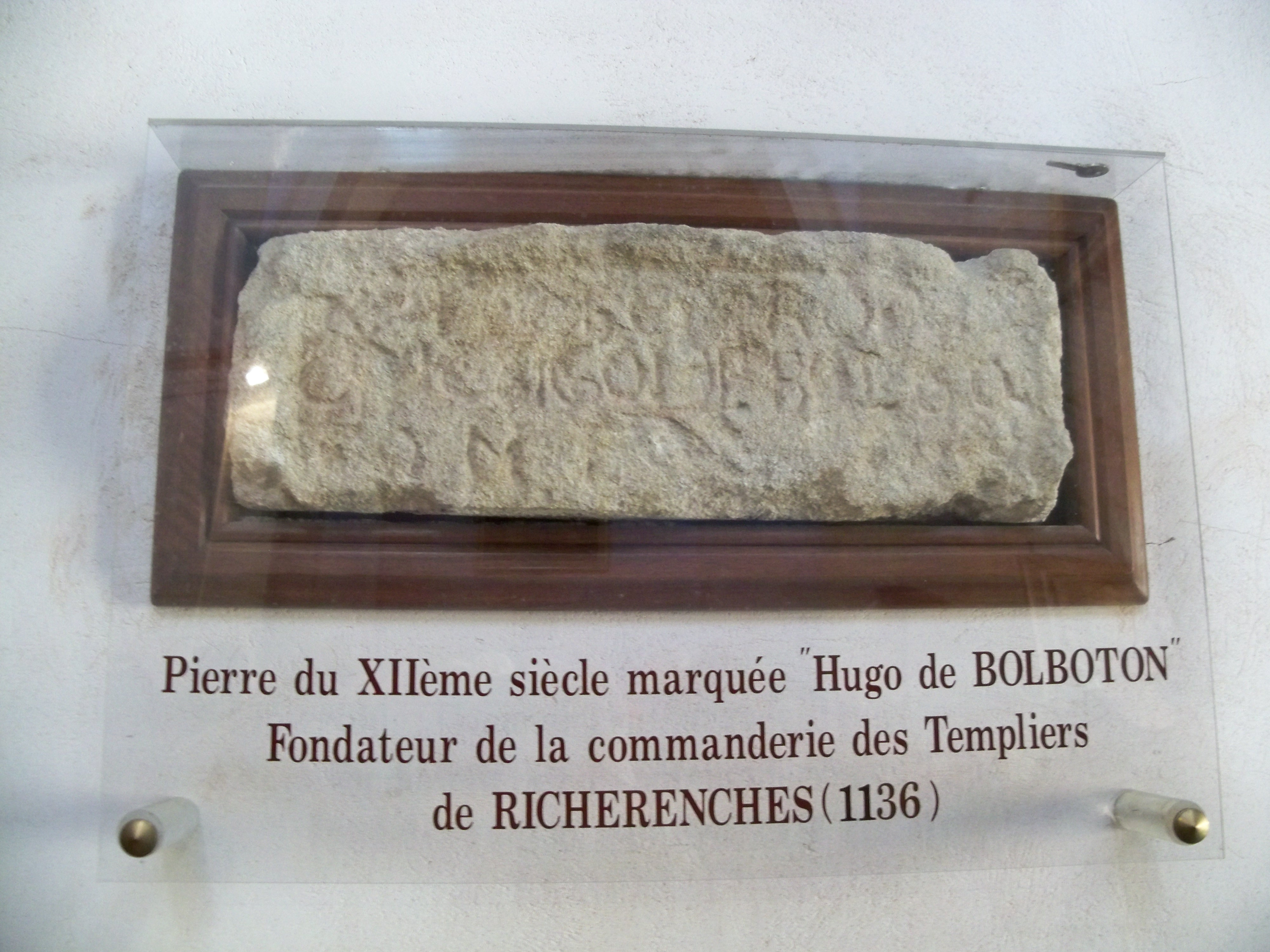
Pierre où apparait le nom de Hugues de Bolboton.

L'activité de cette commanderie était orientée sur la culture du blé et de la vigne ainsi que sur l'élevage de chevaux et de moutons. Richerenches était alors réputée pour la qualité de ses chevaux, tous destriers de guerre (appelés aussi turkoman), solides physiquement, dont la quasi-totalité était envoyée en Terre sainte. En 1139 Le seigneur Hugues de Bolboton se fit Templier, céda à l'Ordre tous ses biens et terrains et fut nommé commandeur de Richerenches cette même année.
En 1230, un conflit s'éleva entre le précepteur Bertrand de la Roche et Geoffroy, l'évêque du Tricastin. La discorde avait comme motif la jouissance des pâturages de la Baume-de-Transit. Il fallut l'arbitrage de Jean des Baux, dit de Baussan, évêque de Toulon, pour réconcilier les deux parties.
Guigues Adhémar, Grand Maître de la Milice de Provence, en présence de Guillaume Hugolin, précepteur du Temple de Richerenches, et de tous les commandeurs, rendit hommage, en 1290, au pape de tous les biens templiers entre les mains de Philippe de Bernisson, nouveau recteur du Comtat Venaissin. Lors de la dissolution de l'ordre du Temple, au concile de Vienne, en 1308, ces terres furent données aux Hospitaliers puis au pape Jean XXII en juin 1317.

### Renaissance
Le castellas de Bolboton, en 1409, était encore considéré comme une place forte. Il fut démantelé en 1411. C’est à cette date que les Valréassiens obtinrent le droit de récupérer les ruines des remparts des « Vieilles Richerenches » et des maisons détruites de Bolboton. Claude Faure, un historien du Comtat Venaissin, explique :

« Les habitants de Valréas avaient supplié le cardinal de Thurey de leur accorder l’autorisation de prendre les pierres des maisons écroulées et depuis longtemps inhabitées et de s’en servir pour réparer leurs murailles. Ils demandèrent aussi le droit de pâture sur le territoire. Le cardinal avait accordé cette autorisation mais ses ordres n’avaient pas été exécutés. À sa mort, François de Conzié manda son trésorier pour s’assurer si les pierres demandées appartenaient au pape ou à des particuliers : dans le premier cas, les habitants de Valréas pouvaient les prendre ; mais ils devaient s’en servir seulement pour réparer et fortifier les murs de clôture de leur ville. »

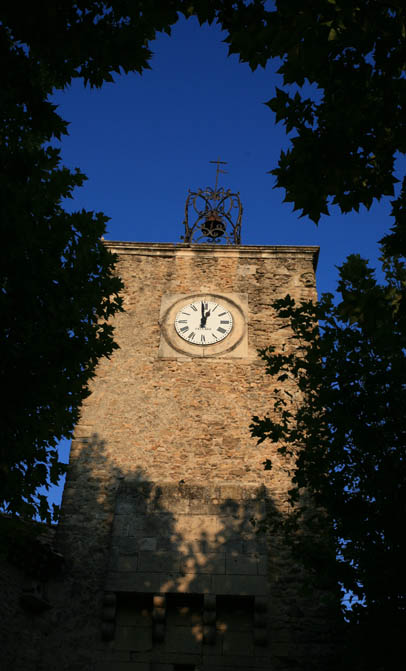
Le beffroi (1747) et son horloge.

La Révérende Chambre Apostolique - le ministère des finances pontificales - en tant que Dame foncière de ces deux fiefs, les octroya au seigneur de Baume-de-Transit. En 1476, comme ces lieux étaient toujours inhabités, la ville d’Avignon les racheta pour le compte du cardinal-légat Julien de la Rovère, le futur pape Jules II. Celui-ci tenta de repeupler le village. Mais en 1487, les nouveaux habitants en butte aux exigences financières de Guillaume Adhémar de Monteil, l'évêque du Tricastin, préférèrent quitter les lieux. Il fallut les interventions des frères Antoine et Pierre Allard, Jean et Vincent Néalme, conseillers de la ville de Valréas, pour que le prélat acceptât de baisser ses dîmes du 1/12e au 1/18e.
Julien de la Rovère les rétrocéda, le 15 janvier 1502, au Collège du Roure, ex Collège Saint-Nicolas d'Annecy, qui passa un acte d’habitation pour les repeupler. Seules, après 177 ans d’abandon, les « Autres Richerenches » le furent et donnèrent naissance à l’actuel village qui porte ce nom. Bolbotonn resta désert et aujourd’hui ce site est uniquement signalé par une ferme portant cette dénomination située au confluent du Lez et de l’Aulière.
En 1562, les « Autres Richerenches » furent attaquées, en pleine guerres de Religion, par le baron des Adrets. Le village, à nouveau déserté, ne retrouva que peu à peu ses activités. Le 23 mai 1590, la Révérende Chambre Apostolique, redevenue Dame foncière, ne retira que sept florins de son fief grâce à la dérivation pour l'eau du moulin.

### Période moderne
Le beffroi fut édifié au cours des années 1746 et 1747. Sur sa façade méridionale fut installée une horloge. Quant à la façade de l'église, elle fut entièrement refaite selon les plans de l'architecte Jean-Baptiste Franque, en 1765.
Possessions pontificales, Avignon et le Comtat Venaissin furent rattachés à la France le 14 septembre 1791. Le 28 mars 1792, ces territoires formèrent deux nouveaux districts, Avignon dans les Bouches-du-Rhône et Carpentras dans la Drôme.
Le 12 août 1793 fut créé le département de Vaucluse, constitué des districts d'Avignon et de Carpentras, mais aussi de ceux d'Apt et d'Orange, qui appartenaient aux Bouches-du-Rhône, ainsi que du canton de Sault, qui appartenait aux Basses-Alpes.
En 1800, il y eut modification des limites départementales, Suze-la-Rousse étant rattachée à la Drôme, ce qui eut pour conséquence l'enclavement du canton vauclusien de Valréas, devenu dès lors l'enclave des papes.

### Période contemporaine
Dans le premier quart du XXe siècle, fut édifié le monument aux morts de la commune. Il est dû aux ciseaux du sculpteur Henri Guérin et est inscrit depuis le 14 décembre 1955 à l'inventaire général du patrimoine culturel.
Au début des années 1950, l'archevêque d'Avignon nomme un nouveau curé dans la paroisse de Richerenches, l'abbé Henri Michel-Reyne, originaire de Jonquières. Ce fut à son initiative que fut instituée, en 1952, la « messe aux truffes » en l'honneur de saint Antoine et du diamant noir.

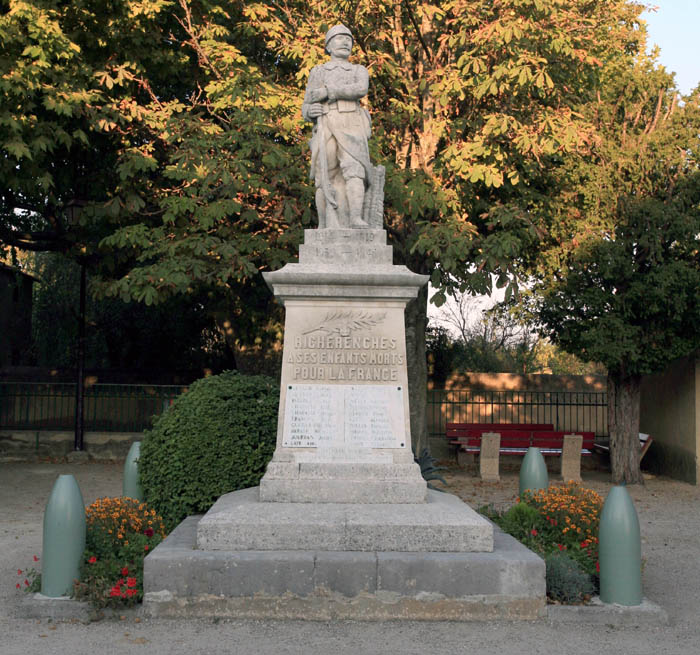
Monument aux morts des deux dernières guerres mondiales.
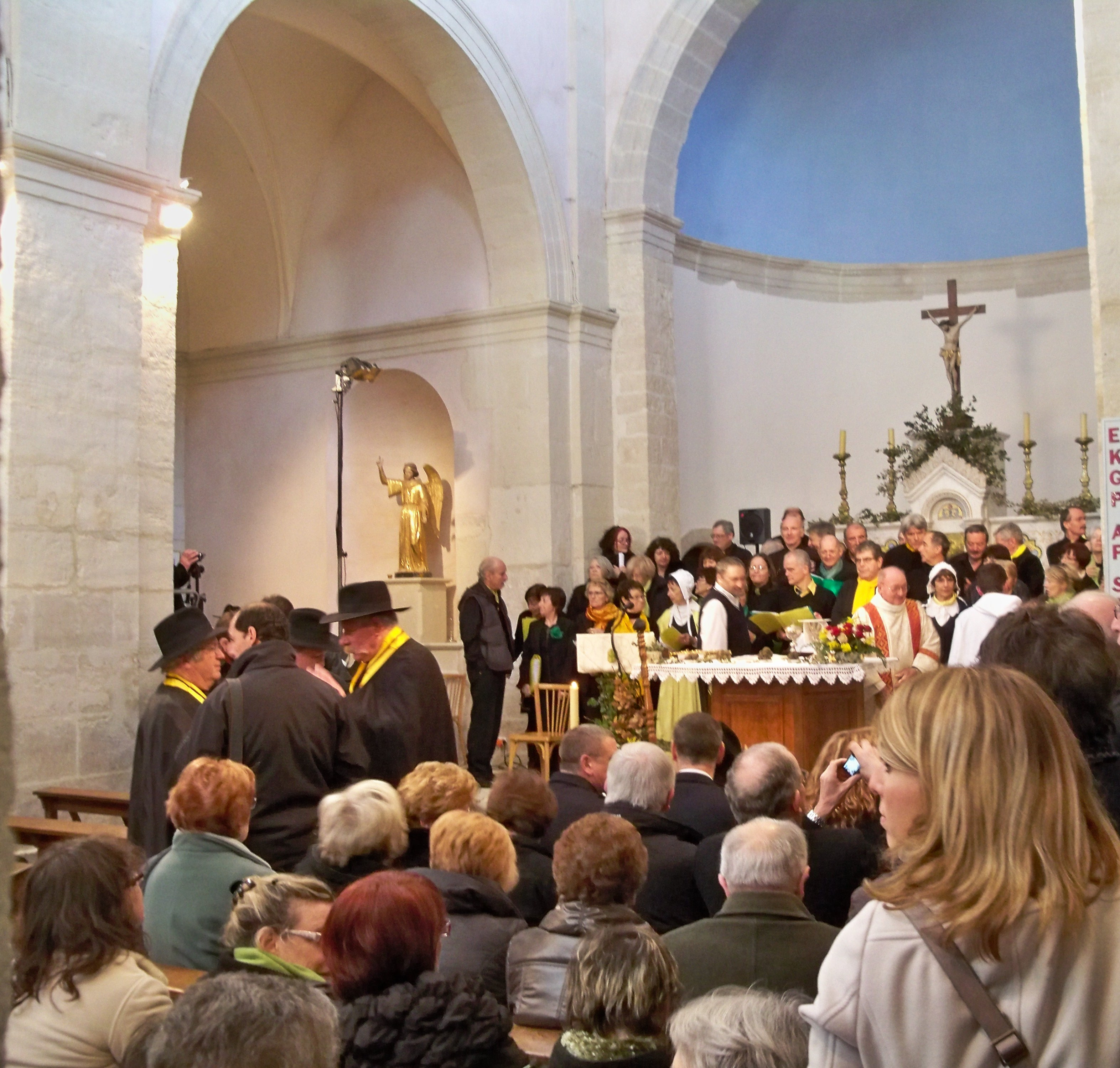
La messe aux truffes de Richerenches.

### Toponymie
Les formes les plus anciennes attestées sont Ricarensis, en 1138, et Richernsis, en 1143. Ces deux toponymes indiquent une origine liée au nom d'un homme germain, Richari, auquel a été accolé le suffixe germain -ing puis croisé avec le suffixe pré-latin -incum.

### Héraldique
| Blason de Richerenches | Les armes peuvent se blasonner ainsi : D'argent au chêne de sinople, fruité de sable. Ce sont les armes de Julien de la Rovère, futur pape Jules II, Rovère désignant le chêne rouvre, nommé roure en provençal. |

## Politique et administration

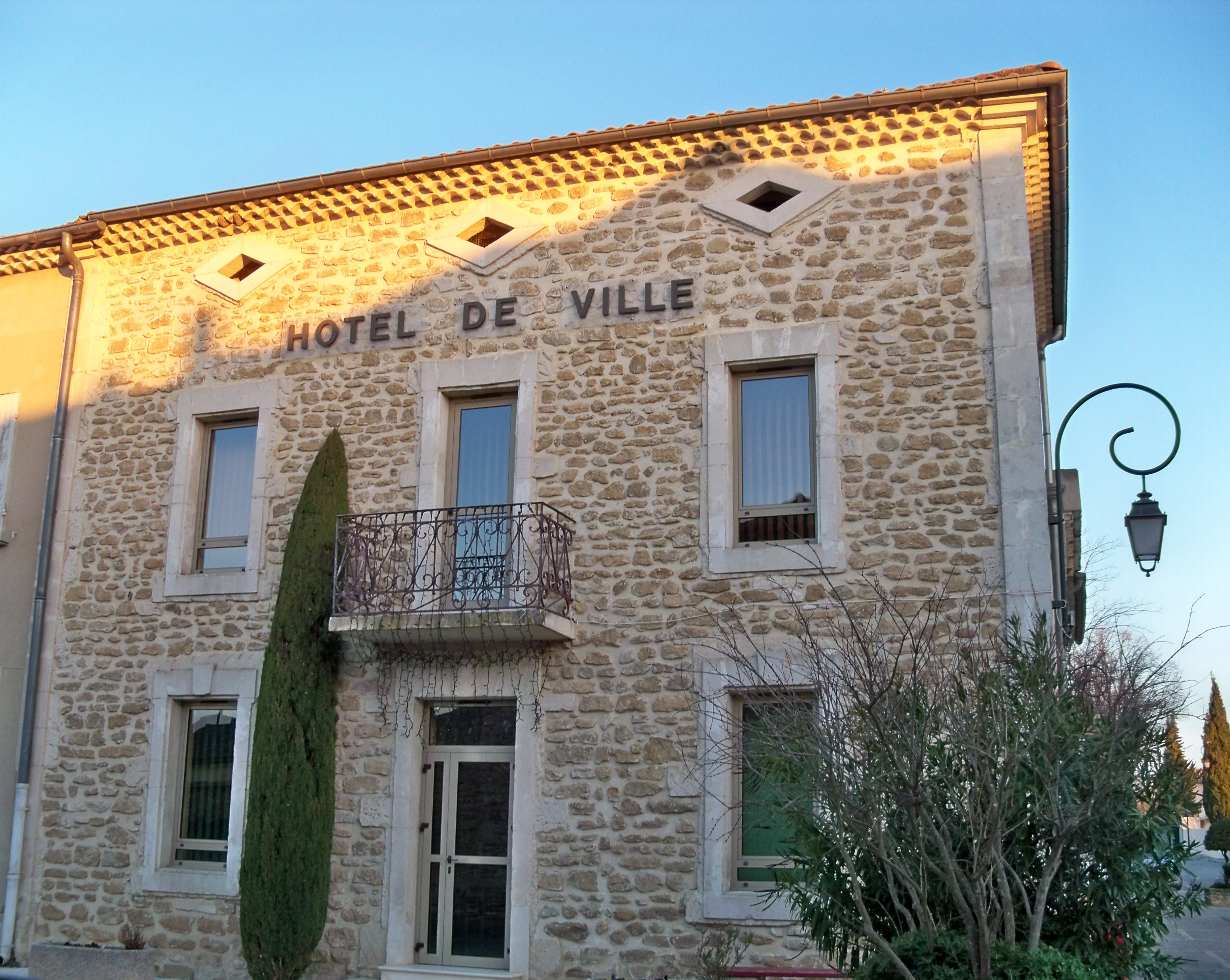
Hôtel de ville de Richerenches.

| Période                                  | Période   | Identité             | Étiquette | Qualité                             |
| ---------------------------------------- | --------- | -------------------- | --------- | ----------------------------------- |
| 2002                                     | 2008      | André Charransol     | DVD       |                                     |
| mars 2008                                | mars 2014 | Pierre-Andre Valayer | UMP       |                                     |
| mars 2014                                | 2020      | Jean-Pierre Bizard   |           |                                     |
| 2020                                     | En cours  | Pierre-Andre Valayer | LR        | Viticulteur et négociant en truffes |
| Les données manquantes sont à compléter. |           |                      |           |                                     |

### Fiscalité
| Taxe                                                | part communale | Part intercommunale | Part départementale | Part régionale |
| --------------------------------------------------- | -------------- | ------------------- | ------------------- | -------------- |
| Taxe d'habitation (TH)                              | 9,63 %         | 0,00 %              | 7,55 %              | 0,00 %         |
| Taxe foncière sur les propriétés bâties (TFPB)      | 14,73 %        | 0,00 %              | 10,20 %             | 2,36 %         |
| Taxe foncière sur les propriétés non bâties (TFPNB) | 41,77 %        | 0,00 %              | 28,96 %             | 8,85 %         |
| Taxe professionnelle (TP)                           | 00,00 %        | 20,61 %             | 13,00 %             | 3,84 %         |

La part régionale de la taxe d'habitation n'est pas applicable.
La taxe professionnelle est remplacée en 2010 par la cotisation foncière des entreprises (CFE) portant sur la valeur locative des biens immobiliers et par la cotisation sur la valeur ajoutée des entreprises (CVAE) (les deux formant la contribution économique territoriale (CET) qui est un impôt local instauré par la loi de finances pour 2010).

## Démographie
L'évolution du nombre d'habitants est connue à travers les recensements de la population effectués dans la commune depuis 1793. Pour les communes de moins de 10 000 habitants, une enquête de recensement portant sur toute la population est réalisée tous les cinq ans, les populations de référence des années intermédiaires étant quant à elles estimées par interpolation ou extrapolation. Pour la commune, le premier recensement exhaustif entrant dans le cadre du nouveau dispositif a été réalisé en 2004.

En 2022, la commune comptait 539 habitants, en évolution de −18,95 % par rapport à 2016 (Vaucluse : +1,73 %, France hors Mayotte : +2,11 %).
| 1793 | 1800 | 1806 | 1821 | 1831 | 1836 | 1841 | 1846 | 1851 |
| ---- | ---- | ---- | ---- | ---- | ---- | ---- | ---- | ---- |
| 504  | 503  | 556  | 573  | 660  | 664  | 728  | 725  | 710  |

| 1856 | 1861 | 1866 | 1872 | 1876 | 1881 | 1886 | 1891 | 1896 |
| ---- | ---- | ---- | ---- | ---- | ---- | ---- | ---- | ---- |
| 757  | 723  | 723  | 717  | 738  | 660  | 622  | 613  | 607  |

| 1901 | 1906 | 1911 | 1921 | 1926 | 1931 | 1936 | 1946 | 1954 |
| ---- | ---- | ---- | ---- | ---- | ---- | ---- | ---- | ---- |
| 566  | 607  | 592  | 471  | 468  | 413  | 419  | 356  | 369  |

| 1962 | 1968 | 1975 | 1982 | 1990 | 1999 | 2004 | 2006 | 2009 |
| ---- | ---- | ---- | ---- | ---- | ---- | ---- | ---- | ---- |
| 362  | 454  | 445  | 466  | 542  | 616  | 663  | 691  | 672  |

| 2014 | 2019 | 2022 | - | - | - | - | - | - |
| ---- | ---- | ---- | - | - | - | - | - | - |
| 650  | 537  | 539  | - | - | - | - | - | - |

## Économie

### Agriculture

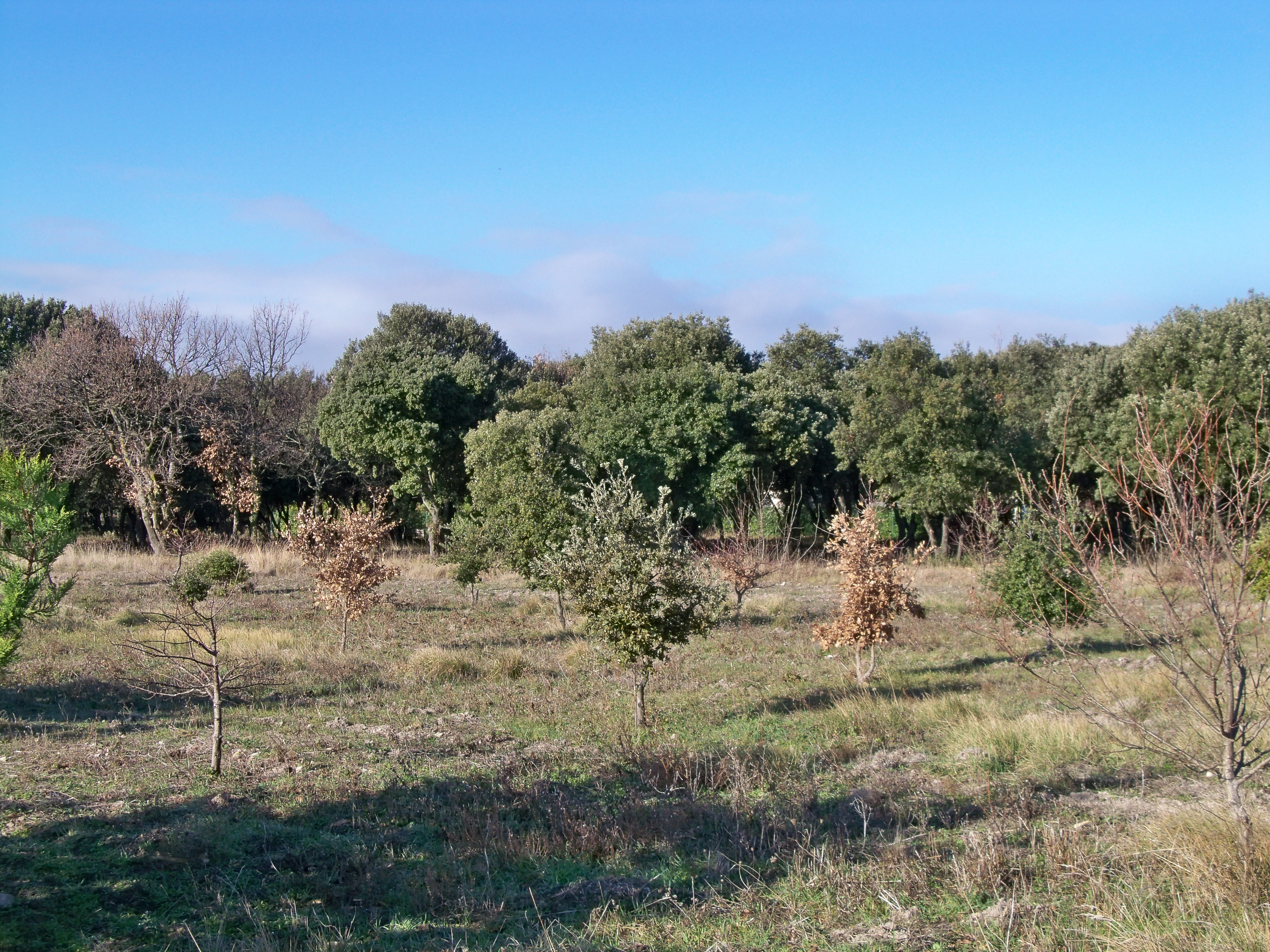
Truffières à Richerenches.

L'agriculture tient une place importante dans l'économie des communes de l'enclave, avec la culture de la vigne ainsi que la production et l'échange de truffes. Richerenches est d'ailleurs réputée pour être la capitale de la truffe. Selon les années, il s'y échange de dix à trente tonnes de truffes, soit 30 % de la production nationale.
Le vignoble produit des vins classés en côtes-du-rhône. Les vins qui ne sont pas en appellation d'origine contrôlée peuvent revendiquer, après agrément, le label vin de pays de la Principauté d'Orange.
L'on trouve sur le territoire de la commune une cave coopérative, « Le Cellier des Templiers », et deux domaines privés, le domaine Saint-Alban et le domaine La Guiberte.

### Tourisme
Le patrimoine hérité des Templiers, les paysages de l'enclave et le marché truffier attirent les touristes.
La commune dispose d'un office de tourisme une étoile situé dans la maison templière de la commanderie qui date de 1136, où il est possible de visiter le petit musée de la truffe et du vin ainsi que la maquette de la commanderie telle qu'elle se présentait au XIIe siècle, la grande salle de l'étage accueille régulièrement des expositions, des concerts et autres manifestations.
La commune dispose également d'un comité des fêtes.
Les touristes peuvent loger en locations meublées ou chambres d'hôtes.
Chaque année, le troisième dimanche de janvier, on célèbre dans l'église la messe dite « des truffes », cérémonie créée à la fin des années 1950 par le curé de la paroisse l'abbé Henri Michel-Reyne. Lors de cette messe (en provençal), des truffes sont données en offrande lors de la quête, puis une pesée et une vente aux enchères est organisée devant la mairie.

## Équipements ou Services

### Enseignement
La commune possède une école primaire, ensuite les élèves sont affectés au collège Vallis Aéria à Valréas.

### Sports
Plusieurs parcours à vélo permettent de visiter les communes de l'Enclave des papes et leur patrimoine.
Un club de football (Avenir Sportif de Richerenches) et une société de chasse. La pétanque se pratique malgré l'absence d'un club.
Un parc de loisirs familial, le Fun Parc Aventure de Richerenches, permet la pratique du laser ball ainsi que quad et kart cross.

### Santé
Pas d'aménagement particulier de santé sur la commune, mais centre hospitalier, pharmacies et divers médecins sur la commune voisine de Valréas.

## Vie locale

### Cultes
Catholique (église)

### Écologie et recyclage
La collecte et traitement des déchets des ménages et déchets assimilés et la protection et mise en valeur de l'environnement se font dans le cadre de la communauté de communes de l'Enclave des Papes.

## Lieux et monuments

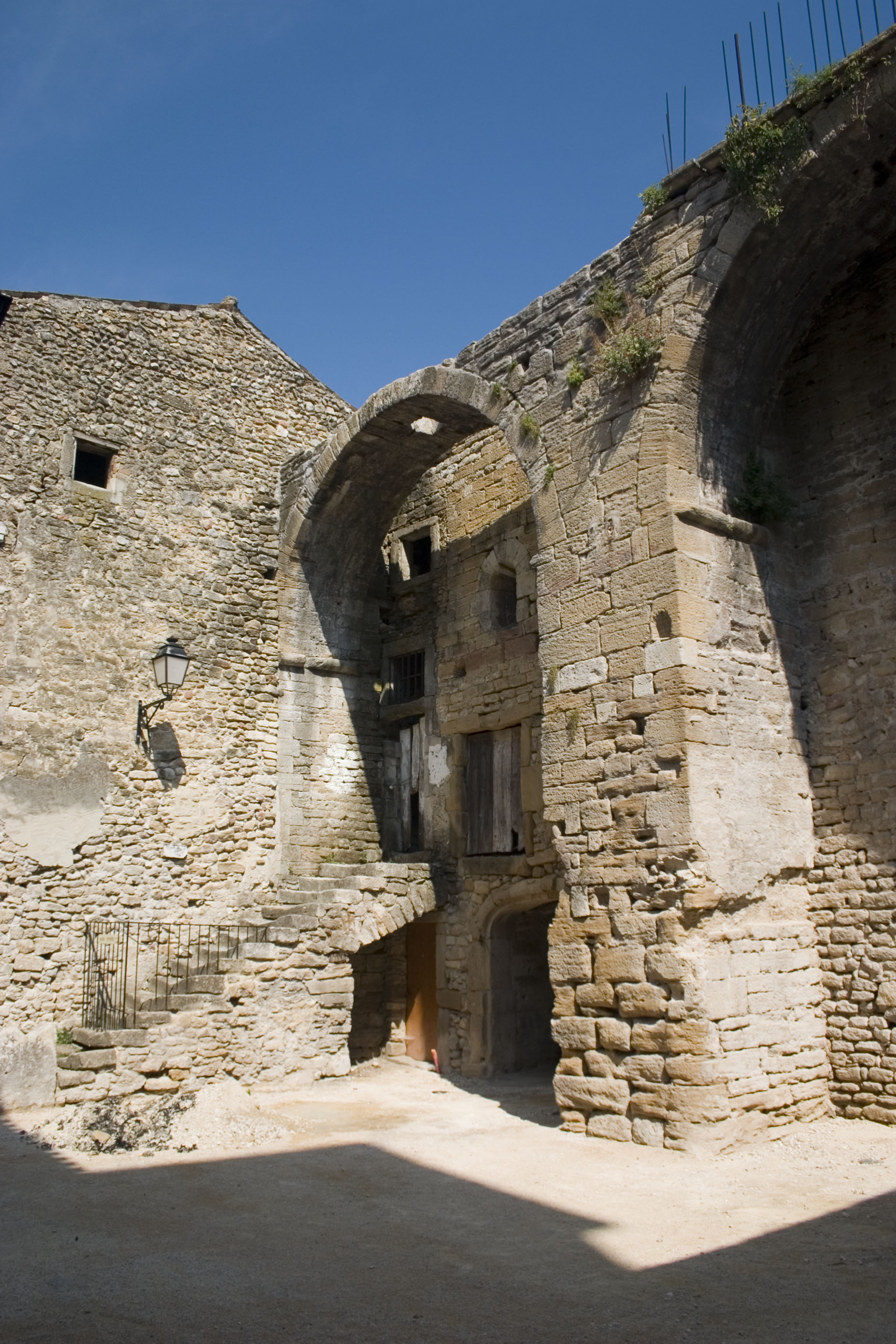
La préceptorale templière.

### Patrimoine civil
- Commanderie templière de Richerenches, la plus ancienne de Provence[40].
- Maison des Notaires[41]
- Beffroi
- Les Bornes papales

### Patrimoine religieux
- Statue d’une Vierge Noire, Notre-Dame de Coronne. Cette vierge noire a été datée du XIIIe siècle. Trois siècles plus tard, la chapelle de Bolboton, dédiée à cette Vierge Noire, portait le nom de Notre-Dame-des-Veilles, comprendre les Vieilles, sous-entendues Richerenches.
- Église Saint-Denis reconstruite au début du XVIe siècle sur la base d'une église templière achevée en 1147 et détruite avec l'abolition de l'ordre du Temple[42].
- La chapelle Notre-Dame-de-Bon-Rencontre (XVIIe siècle).
- La chapelle Saint-Alban.
- Oratoires (Saint-Joseph, de la Vierge et Saint-Yriez).

## Richerenches et le cinéma
Une grande partie des scènes du film télévisé Le serre aux truffes (1997), tiré du roman de Pierre Sogno, et réalisé par Jacques Audoir, avec Pierre Vaneck, Christian Barbier, Raoul Billerey et Franck Dubosc a été tournée à Richerenches.
Raoul Ruiz a également tourné sur la commune de Richerenches en 2001, "les Âmes fortes", tiré du roman de Jean Giono. La distribution était riche en acteur avec John Malkovich, Laetitia Casta, Arielle Dombasle, Frédéric Diefenthal, Christian Vadim entre autres.

## Richerenches et la télévision
Le village de Richerenches est mentionné dans l'épisode 1 de la saison 4 de la série télévisée Warehouse 13. Dans cet épisode, les personnages principaux se rendent à Richerenches pour y rechercher un artefact censé les aider à réparer une catastrophe survenue quelques jours auparavant, et ce faisant, ils rencontrent la secte fictive de La Confrérie du Diamant Noir, issue du mouvement des Templiers.